# Фунса
Фунса (ісп. Funza; в перекладі з мови чибча букв. Могутній правитель) — місто й муніципалітет у колумбійській провінції Західна Савана (департамент Кундінамарка).

## Географія
Муніципалітет на півночі межує з муніципалітетом Тенхо, на півдні — з муніципалітетом Москера, на заході та півночі — з муніципалітетом Мадрид, на сході — з муніципалітетом Кота та столицею країни, містом Богота. Східну межу муніципалітету утворює річка Богота.

## Історія
До іспанського завоювання Фунса була важливим центром Конфедерації Муїска. Сучасне місто заснував іспанський конкістадор Гонсало Хіменес де Кесада 20 квітня 1537 року.